# フィリピンピースカップ2012
フィリピンピースカップ2012は、2012年10月11日から10月15日にかけて、フィリピンマニラで開催された第1回目のフィリピンピースカップである。

## 決勝トーナメント
| チーム               | 試 | 勝 | 分 | 敗 | 得 | 失 | 差 | 点 |
| -------------------- | -- | -- | -- | -- | -- | -- | -- | -- |
| フィリピン           | 3  | 3  | 0  | 0  | 9  | 1  | +8 | 9  |
| チャイニーズタイペイ | 3  | 1  | 1  | 1  | 5  | 5  | 0  | 4  |
| グアム               | 3  | 1  | 0  | 2  | 3  | 3  | 0  | 3  |
| マカオ               | 3  | 0  | 1  | 2  | 2  | 10 | −8 | 1  |

| 2012年9月25日 16:00 |

| チャイニーズタイペイ             | 2–2    | マカオ                      |
| 羅志恩 48分 · 楊朝勲 89分 (pen.) | Report | R.トラン 45分 · 陳健星 57分 |

| リサール・メモリアル・スタジアム, マニラ 主審: Jovanie Villagracia (フィリピン) |

| 2012年9月25日 19:30 |

| フィリピン        | 1–0    | グアム |
| ライヒェルト 81分 | Report |        |

| リサール・メモリアル・スタジアム, マニラ 主審: フン・ディン・ズン (ベトナム) |

| 2012年9月27日 16:00 |

| チャイニーズタイペイ               | 2–0    | グアム |
| 羅志安 11分 · S.ゲレロ 45分 (o.g.) | Report |        |

| リサール・メモリアル・スタジアム, マニラ 主審: スティーブ・スープレせンシャル (フィリピン) |

| 2012年9月27日 19:30 |

| フィリピン                                                    | 5–0    | マカオ |
| ウルフ 22分, 45分, 64分 · デ・ムルガ 49分 · ライヒェルト 69分 | Report |        |

| リサール・メモリアル・スタジアム, マニラ 主審: ボー·クアン·ビン (ベトナム) |

| 2012年9月29日 16:00 |

| マカオ | 0–3    | グアム                            |
|        | Report | ロペス 45分, 55分 · ナプーチ 90分 |

| リサール・メモリアル・スタジアム, マニラ 主審: ジヨヴァニー·ヴィラグラシア (フィリピン) |

| 2012年9月29日 19:30 |

| フィリピン                                      | 3–1    | チャイニーズタイペイ |
| ウルフ 10分 · カリグドン 34分 · ポルテリア 43分 | Report | 張涵 51分            |

| リサール・メモリアル・スタジアム, マニラ 主審: フン・ディン・ズン (ベトナム) |

## 優勝国
| フィリピンピースカップ2013優勝国 |
| -------------------------------- |
| · フィリピン · 1回目             |